# ホット・シェル・レイ
ホット・シェル・レイ (Hot Chelle Rae) は、アメリカ合衆国テネシー州ナッシュヴィルにて結成されたポップ・ロックバンドである。
2005年に友人らが集って結成された。バンド名は、熱狂的な女性ファンの名前から引用した。2011年発表のシングル「Tonight Tonight」が200万ダウンロードを記録し、人気を博すようになる。

## 略歴
2005年に、ライアンとナッシュを中心に結成。
2009年10月23日、デビューアルバム『Lovesick Electric』をリリースするが、全米アルバムチャートにはランクインせず。
2011年2月8日、ミニアルバム『Tonight Tonight』をリリース。トップ・ヒートシーカーズチャートにて、最高8位を記録。このミニアルバム収録のタイトル曲「Tonight Tonight」は、全米ビルボードホット100にて、最高7位まで上昇するヒットを記録し、全米で200万ダウンロード以上を売り上げた。また、オーストラリア、カナダ、ニュージーランドのシングルチャートでも上位ランクインを果たした。
2011年11月29日、セカンドアルバム『Whatever』がリリースされ、全米ビルボード200にて初登場48位を記録。
2017年には日本の歌手、倉木麻衣のアルバム「Smile (倉木麻衣のアルバム) 」（収録曲：きみへのうた）へ楽曲提供している。

## メンバー
- ライアン・フォリース / Ryan Keith Follese - ヴォーカル、ギター
  - ドラムのジェイミーの兄。
- ナッシュ・オーバーストリート / Nash Overstreet - リードギター
  - コード・オーバーストリートの兄。
- ジェイミー・フォリース / Jamie Christian Follese - ドラム
  - ボーカルのライアンの弟。メンバーの中で一番の年下。

## 過去メンバー
- イアン・ケギー / Ian Sebastian Keaggy - ベース 2013年10月31日脱退。

## ディスコグラフィー

### アルバム
| 発売日         | タイトル          | レーベル | 全米ビルボードアルバムチャート最高位 |
| 2009年10月23日 | Lovesick Electric | Jive     | —                                    |
| 2011年11月29日 | Whatever          | RCA      | 48位                                 |

### EPs
- Tonight Tonight（2011年2月8日）

### シングル
| 発表   | 曲名                | チャート最高位 | チャート最高位 | チャート最高位 | チャート最高位 | チャート最高位 | チャート最高位 | 認定                                   | 収録アルバム      |
| 発表   | 曲名                | US             | US Pop         | US AdultPop    | US AC          | CAN            | AUS            | 認定                                   | 収録アルバム      |
| ------ | ------------------- | -------------- | -------------- | -------------- | -------------- | -------------- | -------------- | -------------------------------------- | ----------------- |
| 2009年 | I Like to Dance     | —              | —              | —              | —              | —              | —              | —                                      | Lovesick Electric |
| 2010年 | Bleed               | —              | 31             | —              | —              | —              | —              | —                                      | Lovesick Electric |
| 2011年 | Tonight Tonight     | 7              | 5              | 1              | 19             | 10             | 7              | AUS:プラチナ CAN:プラチナ US:2プラチナ | Whatever          |
| 2011年 | I Like It Like That | 28             | 15             | 18             | 38             | 59             | 17             | AUS:プラチナ US:プラチナ               | Whatever          |
| 2012年 | Honestly            | —              | 34             | —              | —              | —              | —              | —                                      | Whatever          |
| 2013年 | Hung Up             | —              | —              | —              | —              | —              | —              | —                                      |                   |
| 2014年 | Don't Say Goodnight | —              | —              | —              | —              | —              | —              | —                                      |                   |